# Dorcus suturalis
Dorcus suturalis es una especie de coleóptero de la familia Lucanidae.

## Distribución geográfica
Habita en Kashmir, Pakistán y en Afganistán.